# Пионер (стадион, Николаев)
Пионер — один из стадионов Николаева. С 1913 по 1923 год был домашней ареной команды «Унион». С 1926 по 1965 год — футбольного клуба МФК «Николаев».

## Прежние названия
- 1913—1923: без названия
- 1926—1936: Красный стадион
- 1936—1938: Стадион им. Павла Постышева
- 1938—1957: Стадион им. Андре Марти
- 1957—1967: Авангард
- 1967—н. в.: Пионер

## История
Футбольная площадка в Николаеве на месте современного стадиона «Пионер» впервые была оборудована в 1913 году членами футбольного клуба «Унион». Игроки «Униона» проводили тут свои матчи до 1923 года, когда команда была расформирована.
В 1926 году на этом месте был открыт «Красный стадион»:134. Стадион принадлежал Заводу им. Марти и был домашней ареной заводской команды. В 30-х годах XX века стадион носил имя Павла Постышева, а когда того в 1938 г. объявили «врагом народа» — получил имя французского революционного моряка Андре Марти. В 50-х годах стадион переименовали в «Авангард».
В середине 60-х годов стадион «Авангард» морально и по своим размерам не отвечал требованиям города. Тогда было начато строительство новой арены. Когда в 1965 году «Судостроитель» был открыт, «Авангард» был передан гороно и переименован в «Пионер».

## Упадок
Стадион за несколько десятилетий был фактически разрушен, снесены трибуны, осветительные мачты, пришло в негодность футбольное поле.

## Реконструкция
В мае 2012 года на территории стадиона была открыта футбольная площадка с искусственным покрытием.

## Инфраструктура
- Основное поле — стандартное (открыто в 1957 году)
- Площадка с искусственным покрытием — 42х22 метра (открыто в 2012 году)